# Lista de minerais

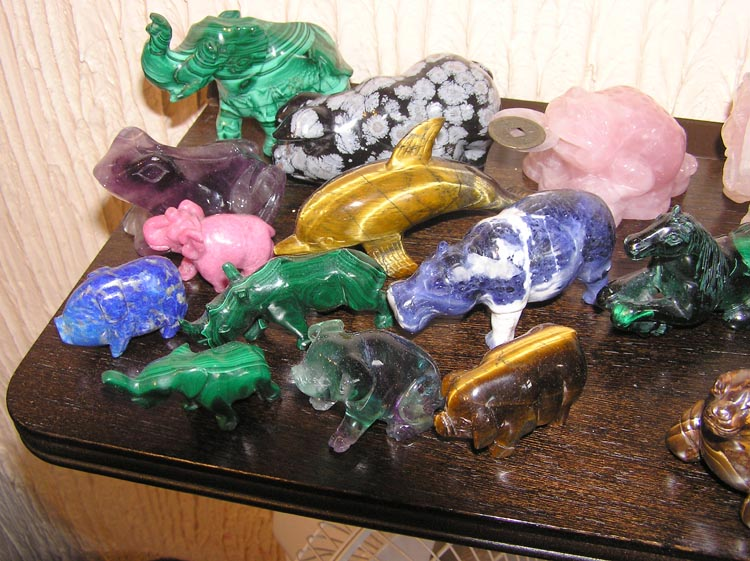
Gemas-esculturas de animais. Clique na imagem para ver a lista de minerais.

Esta é uma lista de minerais, classificados pela Associação Internacional de Mineralogia.
Classificação por nome:
Página externa

## A
- Abelsonita
- Abenakiíte-(Ce)
- Abichita
- Acantita
- Actinolita
- Adamite
- Ágata (variedade de quartzo)
- Água-marinha
- Alabastro
- Albita
- Alexandrita
- Alforsita
- Allanita
- Alofano
- Altaita
- Aluminita
- Alunita
- Alvanita
- Amazonita
- Âmbar
- Ambligonita
- Ametista (variedade de quartzo)
- Anfíbola
- Analcima
- Analcita
- Anatase
- Andaluzita
- Andersonita
- Andradite
- Anglesita
- Anidrita
- Ankerita
- Anortita
- Anortoclase
- Antlerita
- Antofilita
- Antigorita
- Antimônio
- Apatita (grupo de minerais)
- Apofilita
- Água-marinha (variedade de berilo)
- Aragonita
- Areia
- Arnetide
- Arfvedsonita
- Argila
- Armalcolita
- Arsênio
- Arsenopirita
- Asbesto (não é uma espécie válida)
- Astrofilita
- Atacamita
- Augita
- Autunita
- Avalita (variedade de ilite)
- Aventurina (variedade de quartzo)
- Axinita
- Azurita

## B
- Baddeleyita
- Barita
- Bastnasita
- Bauxita
- Beckerita
- Bertrandita
- Berilo
- Biotita
- Bismuto
- Bixbita
- Blenda
- Blomstrandina
- Boehmita
- Bornita
- Brasilianita
- Bronze
- Brownmillerita
- Briartita
- Brucita
- Burmitea
- Bytownita

## C
- Calcinita
- Calcedônia
- Calcita
- Calcita amarela
- Calcita azul (Angelita)
- Calcita laranja
- Calcita óptica
- Calcocita
- Calcopirita
- Caledonita
- Camacite
- Canfieldita
- Carnallita
- Carnotita
- Cassiterita
- Caulinita
- Celadonita
- Celestita
- Cerussita
- Chabazita
- Cianite
- Clorapatita
- Clorita
- Columbita
- Cromita
- Cristal
- Crisolita
- Crisotila
- Cimofano (variedade de crisoberilo)
- Cinábrio
- Citrino
- Cleveíta
- Clinocrisótilo
- Clinoclase
- Cobaltita
- Cobre
- Coesita
- Colemanita
- Columbita
- Cooperita
- Copal (Sinônimo de Ambar)
- Cordierita
- Coríndon
- Cornalina
- Covellita
- Cristal de rocha
- Crocidolita
- Crookesita
- Criolita
- Crisoberilo
- Cummingtonita
- Cuprita
- Cuprosklodowskita
- Cilindrita

## D
- Datolita
- Dawsonita
- Delessita
- Diamante
- Diásporo
- Diópsido
- Distena
- Dolomita
- Dambutita
- Dzharkenita

## E
- Eakerita
- Enargita
- Enxofre
- Epsomita (sal de Epsom)
- Esfalerite
- Esmectite
- Esmeralda
- Esmeralda falsa
- Espessartite
- Espinela
- Espodúmena
- Estaurolite
- Esteatite
- Estilbite
- Estroncianite
- Euxenita
- Esmectite

## F
- Faialita
- Feldspato
- Fenaquita
- Ferberita
- Ferricreta
- Ferrierita
- Ferro-antofilita
- Ferrotantalita
- Fergusonita
- Flogopite
- Fluorapatita
- Fluorichterita
- Fluorita
- Forsterita
- Fosforita
- Fosfato
- Fourmarierita
- Franckeita
- Franklinita
- Fuchsita

## G
- Gadolinita
- Galena
- Gema
- Granada
- Gedanita
- Germanita
- Gipsita
- Glauconita
- Glessita
- Goethita
- Grafite
- Grunerita

## H
- Halite
- Hapkeita
- Hematita
- Henryita
- Hemimorfita
- Hibonite
- Hiddenita
- Horneblenda
- Hubnerita
- Hutchinsonita
- Hialita
- Hidroxilapatita
- Howlita

## I
- Ilite
- Ilmenita
- Iridio

## J
- Jade
- Jade indiana
- Jaspe
- Jaspe nefrita
- Jaspe de sangue
- Jaspe verde
- Jaspe vermelho

## K
- Kainita
- Kalsilita
- Kamacita
- Karpinskyita
- Keilhauita ( variedade de titanita )
- Kernita
- Kobellita
- Kogarkoita
- Krantzita
- Kunzita

## L
- Labradorite
- Lazurita
- Lepidolite
- Lápis-lazúli
- Leucite
- Lizardite
- Lonsdaleite
- Lorandite

## M
- Magnésia
- Magnesita
- Magnetite
- Malaquita
- Malacolite
- Manganocolumbite
- Marcassite
- Margaritasite
- Matioliita (um dos novos minerais descobertos no Brasil em 2001, pelo geólogo brasileiro Paulo Anselmo Matioli)
- Mercúrio
- Meerschaum
- Mendozite
- Menilite
- Metacinnabarite
- Mica (um grupo dos silicatos minerais que segmenta para dar forma a folhas flexíveis)
- Microclina
- Millarite
- Millerite
- Molibdenite
- Monazite
- Morganita (não é uma espécie válida - é um berilo cor-de-rosa)
- Morion
- Muscovite

## N
- Nefelina
- Niobite
- Niobite-tantalite (sinónimo de columbite-tantalite)

## O
- Obsidiana
- Olivina
- Opala
- Ónix
- Ortocrisótilo
- Ortoclase
- Olho de tigre
- Olho de tigre vermelho
- Ouro

## P
- Palagonite
- Paracrisótilo
- Pentlandita
- Periclase
- Peridotito
- Peridoto
- Perovskita
- Petalite
- Petzite
- Phillipsita [en][2]
- Pirita
- Pirocloro
- Pirofilite
- Pirolusite
- Piromorfite
- Piropo
- Piroxena (grupo de minerais silicatados)
- Piroxferroíta
- Piroxmangita
- Pirrotite
- Plagioclase
- Plivine
- Polucita
- Polícrase
- Potássio
- Prásio
- Prata
- Prehnite

## Q
- Quartzo
- Quartzo rosa
- Quartzo leitoso (não é uma espécie válida - um quartzo branco fosco)
- Quartzo azul
- Quartzo amarelo
- Quartzo citrino
- Quartzo tanzan
- Quartzo arco-íris

## R
- Realgar
- Rodocrosita
- Riebeckita
- Roumanite
- Rubi
- Rutilo
- Rodonita

## S
- Sabugalite
- Saflorite
- Sal amoníaco
- Samarskita
- Sanbornite
- Saponite
- Safira (não é nome de mineral mas da variedade azul do mineral coríndom)
- Sárdio (não é uma espécie válida - variedade de quartzo)
- Satinspar
- Sauconite
- Scapolite (um grupo de silicatos - minerais silicatados)
- Scheelite
- Schorl
- Selenite
- Seligmannite
- Sepiolite
- Serpentina
- Shattuckite
- Siderita
- Sílica
- Silimanite
- Simetite
- Sklodowskita
- Skutterudite
- Smaltite
- Smithsonite
- Sodalita
- Sperrylite
- Srebrodolskita
- Stannite
- Stantienite
- Steacyite
- Stephanite
- Estibina
- Stichtite
- Stolzite
- Stromeyerite
- Sussexite
- Silvina

## T
- Talco
- Tantalite
- Tarapacaite
- Teallite
- Telinguaite
- Telúrio
- Tennantite
- Tephroite
- Tetraedrite
- Torianita
- Thorite
- Thortveitita
- Thulite
- Tiemannite
- Titânio
- Titanite
- Topázio
- Torbernite
- Turmalina (grupo de minerais silicatados)
- Turmalina Paraíba
- Tremolite
- Trevorite
- Tridimite
- Trifilite
- Troctolite
- Troilite
- Tschermigite
- Tungsténio
- Tungstenite
- Turquesa
- Tutty
- Tyuyamunite
- Tanzanite

## U
- Uchucchacuaita
- Ulexite
- Ullmannite
- Ulvospinela
- Umangite
- Uralite
- Uraninite
- Urânio
- Uranófano
- Uvarovite
- Uvite
- Unakita

## V
- Vanadinite
- Variscite
- Vaterite
- Vermiculite
- Vesuvianite
- Villiaumita
- Vivianite
- Volframite (Termo intermédio da série Hubnerita-Ferberita. Não é uma espécie mineral válida)

## W
- Wad (mineralóide)
- Wernerite
- Weloganite
- Whitlockite
- Willemite
- Wiserine
- Witherita
- Wollastonite
- Wulfenite

## X
- Xenótimo
- Xisto betuminoso

## Y
- Yttria

## Z
Zinco
- Zabuyelite
- Zaccagnaite
- Zaherite
- Zajacite-(Ce)
- Zakharovite
- Zamboninite
- Zanazziite
- Zapalite
- Zappinite
- Zaratite
- Zeolite
- Zeuxite
- Zhanghengite
- Zharchikhite
- Zhemchuzhnikovita
- Zhonghuacerite-(Ce)
- Ziesite
- Zimbabweite
- Zinalsite
- Zinc-melanterite
- Zincite
- Zincobotryogen
- Zincochromite
- Zinkenite
- Zinnwaldita
- Zippeite
- Zircão
- Zirconolite
- Zircophyllite
- Zirkelite
- Zoisite